# Kim Hak-bum
Hak-bum Kim (김학범?; Gangneung, 1º marzo 1960) è un allenatore di calcio ed ex calciatore sudcoreano, di ruolo difensore.